# ريش (الأبجديات السامية)
ريش هي الحرف العشرون من الأبجديات السامية. بما في ذلك الفينيقيون روش. والعبرية ريش. وآراميش روش. وسرياك روش. والعربية راع ر. قيمتها الصوتية هي واحدة من عدد من الحروف الساكنة الروتينية: عادة [r] أو [ɾ]. ولكن أيضا [ʁ] أو [ʀ] باللغة العبرية. 
في معظم الأبجديات السامية. فإن حرف resh (وما يعادله) يشبه إلى حد كبير حرف الدالت (ومكافئته). في الأبجدية السريانية. أصبحت الأحرف متشابهة لدرجة أنها الآن تتميز فقط بنقطة: resh لها نقطة فوق الحرف. و دالت ‏ متطابقة خلاف ذلك لديها نقطة أسفل الحرف. في الأبجدية العربية. rāʼ له ذيل أطول من dāl. في الأبجدية الآرامية والعبرية. فإن resh عبارة عن سكتة دائرية واحدة مدورة في حين أن dalet هي الزاوية اليمنى لسكتين. أدى التشابه إلى هجاء متباين لاسم نبوخذ نصر ونبوخذراصر. 
الفينيقية رسالة أدت إلى اليونانية رو (Ρ), الأترورية , اللاتينية R. السيريلية Р.

## الأصول
الكلمة resh عادة ما يفترض أن تأتي من الرسم التخطيطي من رئيس نهاية المطاف يعكس بروتو للسامية *raʾ(أنا)š-. الكلمة الشرق سامية المشابهة، rēš-كان ممكن واحد لفظي القراءة السومرية المسمارية التوقيع على «الرأس» (تبلد 𒊕، ) في الأكادية.
الرسالة يدعى rāʾ/"rāy"/"rays" راء في اللغة العربية. هو مكتوب في عدة طرق حسب موقعها في الكلمة:قالب:Arabic alphabet shapesوهي تتراوح بين السنخية زغردة ‎[r]‏ والسنخية اضغط ‎[ɾ]‏.
فإن Unicode معيار النصوص العربية أيضا قوائم البديل مع السكتة الكاملة (حرف Unicode U+075b: 'ݛ'). مما يشير إلى أن هذا النموذج يستخدم في بعض المناطق الشمالية والغربية من اللغات الأفريقية وبعض اللهجات في باكستان.

## العبرية Resh
| الهجائي المتغيرات  | الهجائي المتغيرات  | الهجائي المتغيرات  | الهجائي المتغيرات | الهجائي المتغيرات |
| مختلف خطوط الطباعة | مختلف خطوط الطباعة | مختلف خطوط الطباعة | مخطوطة العبرية    | راشد السيناريو    |
| الرقيق             | Sans-serif         | أحادي المسافة      | مخطوطة العبرية    | راشد السيناريو    |
| ------------------ | ------------------ | ------------------ | ----------------- | ----------------- |
| ר                  | ר                  | ר                  |                   |                   |

هجاء العبرية: רֵישׁ
في العبرية،Resh (רֵישׁ) يمثل rhotic ساكن مختلفة انجازاتهم في مختلف اللهجات:
- في العبرية الحديثة الأكثر شيوعا النطق هو اعرب uvular احتكاكي ‎[ʁ]‏.
- استخدام اشكنازي في بعض الأحيان زواحف الأشعة فوق البنفسجية [ʀ] أو trill السنخية [ص]. يستبدلها الناطقون باللغة الإنجليزية في بعض الأحيان بمقاربة سنخية [ɹ]. كما هو الحال في اللغة الإنجليزية.
- السفارديم ومزراحي استخدام إما السنخية زغردة ‎[r]‏ أو اضغط على ‎[ɾ]‏.

Resh. جنبا إلى جنب مع Ayin. ألف. هيي. وهيت. لا يحصل على dagesh من خلال الاتفاقية. في التقليد اليمني. يعامل ريش على أنه معظم الحروف الساكنة الأخرى في أنه يمكن أن يحصل على ضحك dagesh في ظروف معينة. في النسخة الأكثر قبولا من الكتاب المقدس العبرية. هناك 17 حالة من ريش يجري تمييزها مع dagesh. 
في علم الأعداد اليهودي. يمثل Resh الرقم 200.

### الاختصار
ريش كمختصر يمكن أن يقف للحاخام (أو راف. Rebbe. ربان. Rabbenu. وغيرها من المنشآت المماثلة). 
يمكن العثور على الرمز بعد اسم الشخص على شاهد قبر للإشارة إلى أن الشخص كان حاخامًا أو للإشارة إلى الاستخدام الآخر لراف. باعتباره مصطلحًا عامًا للمعلم أو مرشدًا شخصيًا روحيًا. 

### التدقيق الإملائي
يستخدم ريش في عبارة إسرائيلية؛ بعد أن يقول الطفل شيئا زائفا. يمكن للمرء أن يقول "B'Shin Quf. Resh" (مع شين. Quf. ريش). هذه الأحرف تتهجى «شقر». وهي الكلمة العبرية للكذب. سيكون مثل أحد المتحدثين باللغة الإنجليزية قائلا «هذا هو L-I-E».

## ترميزات الحروف
| الحرف                 | ר                  | ר                  | ر                | ر                | ܪ                  | ܪ                  | ࠓ                     | ࠓ                     |
| --------------------- | ------------------ | ------------------ | ---------------- | ---------------- | ------------------ | ------------------ | --------------------- | --------------------- |
| اسم اليونيكود         | HEBREW LETTER RESH | HEBREW LETTER RESH | ARABIC LETTER RA | ARABIC LETTER RA | SYRIAC LETTER RISH | SYRIAC LETTER RISH | SAMARITAN LETTER RISH | SAMARITAN LETTER RISH |
| الترميزات             | نظام العد العشري   | نظام عد ستة عشري   | نظام العد العشري | نظام عد ستة عشري | نظام العد العشري   | نظام عد ستة عشري   | نظام العد العشري      | نظام عد ستة عشري      |
| يونيكود               | 1512               | U+05E8             | 1585             | U+0631           | 1834               | U+072A             | 2067                  | U+0813                |
| صيغة التحويل الموحد-8 | 215 168            | D7 A8              | 216 177          | D8 B1            | 220 170            | DC AA              | 224 160 147           | E0 A0 93              |
| مرجع أبجدي عددي       | &#1512;            | &#x5E8;            | &#1585;          | &#x631;          | &#1834;            | &#x72A;            | &#2067;               | &#x813;               |

| الحرف                 | 𐎗                     | 𐎗                     | 𐡓                            | 𐡓                            | 𐤓                      | 𐤓                      |
| --------------------- | --------------------- | --------------------- | ---------------------------- | ---------------------------- | ---------------------- | ---------------------- |
| اسم اليونيكود         | UGARITIC LETTER RASHA | UGARITIC LETTER RASHA | IMPERIAL ARAMAIC LETTER RESH | IMPERIAL ARAMAIC LETTER RESH | PHOENICIAN LETTER ROSH | PHOENICIAN LETTER ROSH |
| الترميزات             | نظام العد العشري      | نظام عد ستة عشري      | نظام العد العشري             | نظام عد ستة عشري             | نظام العد العشري       | نظام عد ستة عشري       |
| يونيكود               | 66455                 | U+10397               | 67667                        | U+10853                      | 67859                  | U+10913                |
| صيغة التحويل الموحد-8 | 0 144 142 151         | قالب:UTF-8/4 90 8E 97 | 0 144 161 147                | قالب:UTF-8/4 90 A1 93        | 0 144 164 147          | قالب:UTF-8/4 90 A4 93  |
| UTF-16                | 55296 57239           | D800 DF97             | 55298 56403                  | D802 DC53                    | 55298 56595            | D802 DD13              |
| مرجع أبجدي عددي       | &#66455;              | &#x10397;             | &#67667;                     | &#x10853;                    | &#67859;               | &#x10913;              |